# (11161) Daibosatsu
(11161) Daibosatsu – planetoida z grupy pasa głównego asteroid okrążająca Słońce w ciągu 3 lat i 212 dni w średniej odległości 2,34 j.a. Została odkryta 25 stycznia 1998 roku w obserwatorium w Ōizumi przez Takao Kobayashiego. Nazwa planetoidy pochodzi od góry Daibosatsu (2057 m n.p.m.), należącej do łańcucha Koganesawa. Przed nadaniem nazwy planetoida nosiła oznaczenie tymczasowe (11161) 1998 BA8.